# Planorbella trivolvis
Planorbella trivolvis är en snäckart som först beskrevs av Thomas Say 1817.  Planorbella trivolvis ingår i släktet Planorbella och familjen posthornssnäckor. IUCN kategoriserar arten globalt som livskraftig.

## Underarter
Arten delas in i följande underarter:
- P. t. trivolvis
- P. t. intertextum